# Campionati europei di nuoto in vasca corta 2010
I  XVIII Campionati europei di nuoto in vasca corta si sono svolti a Eindhoven, nei Paesi Bassi, dal 25 al 28 novembre 2010.

## Medagliere
| Posizione | Paese       | Oro | Argento | Bronzo | Totale |
| --------- | ----------- | --- | ------- | ------ | ------ |
| 1         | Germania    | 10  | 8       | 4      | 22     |
| 2         | Paesi Bassi | 9   | 8       | 5      | 22     |
| 3         | Ungheria    | 6   | 1       | 2      | 9      |
| 4         | Russia      | 5   | 2       | 8      | 15     |
| 5         | Italia      | 4   | 7       | 7      | 18     |
| 6         | Ucraina     | 1   | 2       | 2      | 5      |
| 6         | Spagna      | 1   | 2       | 2      | 5      |
| 8         | Austria     | 1   | 0       | 1      | 2      |
| 9         | Croazia     | 1   | 0       | 0      | 1      |
| 10        | Slovenia    | 0   | 3       | 1      | 4      |
| 11        | Norvegia    | 0   | 2       | 0      | 2      |
| 12        | Francia     | 0   | 1       | 2      | 3      |
| 13        | Belgio      | 0   | 1       | 0      | 1      |
| 13        | Lituania    | 0   | 1       | 0      | 1      |
| 15        | Irlanda     | 0   | 0       | 2      | 1      |
| 16        | Estonia     | 0   | 0       | 1      | 1      |
| 16        | Finlandia   | 0   | 0       | 1      | 1      |
| 16        | Rep. Ceca   | 0   | 0       | 1      | 1      |
| Totale    | Totale      | 38  | 38      | 39     | 115    |

## Risultati

### Uomini
| Evento                         | Oro                                                                                     | Tempo    | Argento | Tempo    | Bronzo | Tempo    |
| Stile libero                   |                                                                                         |          | |          | |          |
| 50 m (dettagli)                | Steffen Deibler                                                                         | 20.98    | Marco Orsi | 21.17    | Andrij Hovorov | 21.32    |
| 100 m (dettagli)               | Danila Izotov                                                                           | 46.56    | Yevgeny Lagunov | 46.60    | Luca Dotto | 47.09    |
| 200 m (dettagli)               | Danila Izotov                                                                           | 1:41.84  | Paul Biedermann | 1:42.94  | Yevgeny Lagunov | 1:44.11  |
| 400 m (dettagli)               | Paul Biedermann                                                                         | 3:39.51  | Federico Colbertaldo | 3:41.70  | Alexander Selin | 3:43.70  |
| 1500 m (dettagli)              | Federico Colbertaldo                                                                    | 14:35.36 | Sergiy Frolov | 14:42.01 | Job Kienhuis | 14:42.39 |
| Dorso                          |                                                                                         |          | |          | |          |
| 50 m (dettagli)                | Stanislav Donets                                                                        | 22.74    | Vitaly Borisov | 23.72    | Nick Driebergen | 23.73    |
| 100 m (dettagli)               | Stanislav Donets                                                                        | 49.35    | Damiano Lestingi | 51.46    | Artem Dubovskoy | 51.90    |
| 200 m (dettagli)               | Yannick Lebherz                                                                         | 1:51.74  | Damiano Lestingi | 1:51.84  | Artem Dubovskoy | 1:52.72  |
| Rana                           |                                                                                         |          | |          | |          |
| 50 m (dettagli)                | Robin van Aggele                                                                        | 26.44    | Aleksander Hetland | 26.56    | Fabio Scozzoli | 26.68    |
| 50 m (dettagli)                | Robin van Aggele                                                                        | 26.44    | Aleksander Hetland | 26.56    | Hendrik Feldwehr | 26.68    |
| 100 m (dettagli)               | Fabio Scozzoli                                                                          | 57.78    | Hendrik Feldwehr | 58.09    | Robin Van Aggele | 58.68    |
| 200 m (dettagli)               | Marco Koch                                                                              | 2:04.86  | Melquíades Álvarez Caraballo | 2:05.41  | Anton Lobanov | 2:06.71  |
| Farfalla                       |                                                                                         |          | |          | |          |
| 50 m (dettagli)                | Steffen Deibler                                                                         | 22.34    | Andrij Hovorov | 22.74    | Joeri Verlinden | 23.23    |
| 100 m (dettagli)               | Steffen Deibler                                                                         | 49.95    | Joeri Verlinden | 50.52    | Peter Mankoč | 50.92    |
| 200 m (dettagli)               | Dinko Jukić                                                                             | 1:53.35  | Tim Wallburger | 1:53.71  | Bence Biczó | 1:53.75  |
| Misti                          |                                                                                         |          | |          | |          |
| 100 m (dettagli)               | Markus Deibler                                                                          | 52.13    | Peter Mankoč | 52.87    | Alan Cabello | 53.24    |
| 200 m (dettagli)               | Markus Deibler                                                                          | 1:53.25  | Vytautas Janušaitis | 1:54.07  | Dinko Jukić | 1:54.93  |
| 400 m (dettagli)               | Dávid Verrasztó                                                                         | 4:03.06  | Yannick Lebherz | 4:05.08  | Federico Turrini | 4:05.24  |
| Staffette                      |                                                                                         |          | |          | |          |
| 4x50 m stile libero (dettagli) | Italia Luca Dotto Lucio Spadaro Filippo Magnini Marco Orsi Luca Leonardi*               | 1:25.16  | Germania Steffen Deibler Markus Deibler Stefan Herbst Christoph Fildebrandt                                                     | 1:25.19  | Russia Danila Izotov Yevgeny Lagunov Vitaly Syrnikov Vladimir Bryukhov Artem Lobuzov*                                                   | 1:25.81  |
| 4x50 m misti (dettagli)        | Germania Stefan Herbst Hendrik Feldwehr Steffen Deibler Markus Deibler Benjamin Starke* | 1:33.40  | Italia Mirco Di Tora Fabio Scozzoli Paolo Facchinelli Marco Orsi Stefano Mauro Pizzamiglio* Alessandro Terrin* Filippo Magnini* | 1:33.83  | Russia Stanislav Donets Sergey Geybel Nikolay Skvortsov Danila Izotov Vitaly Borisov* Alexey Korolev* Vladislav Seryy* Vitaly Syrnikov* | 1:34.25  |

### Donne
| Evento                         | Oro | Tempo   | Argento                                                                             | Tempo   | Bronzo                                                                              | Tempo   |
| Stile libero                   | |         |                                                                                     |         |                                                                                     |         |
| 50 m (dettagli)                | Ranomi Kromowidjojo | 23.58   | Hinkelien Schreuder                                                                 | 23.90   | Britta Steffen                                                                      | 23.95   |
| 100 m (dettagli)               | Ranomi Kromowidjojo | 51.44   | Femke Heemskerk                                                                     | 52.02   | Britta Steffen                                                                      | 52.92   |
| 200 m (dettagli)               | Femke Heemskerk | 1:52.62 | Silke Lippok                                                                        | 1:53.96 | Evelyn Verrasztó                                                                    | 1:54.39 |
| 400 m (dettagli)               | Ágnes Mutina | 4:01.25 | Melania Costa                                                                       | 4:02.26 | Grainne Murphy                                                                      | 4:02.86 |
| 800 m (dettagli)               | Federica Pellegrini | 8:15.20 | Boglárka Kapás                                                                      | 8:18.56 | Grainne Murphy                                                                      | 8:19.45 |
| Dorso                          | |         |                                                                                     |         |                                                                                     |         |
| 50 m (dettagli)                | Sanja Jovanović | 27.10   | Elena Gemo                                                                          | 27.13   | Simona Baumrtová                                                                    | 27.30   |
| 100 m (dettagli)               | Daryna Zevina | 57.57   | Sharon Van Rouwendaal                                                               | 57.91   | Duane Da Rocha Marce                                                                | 58.37   |
| 200 m (dettagli)               | Duane Da Rocha | 2:03.97 | Sharon Van Rouwendaal                                                               | 2:04.13 | Daryna Zevina                                                                       | 2:05.08 |
| Rana                           | |         |                                                                                     |         |                                                                                     |         |
| 50 m (dettagli)                | Dorothea Brandt | 30.40   | Moniek Nijhuis                                                                      | 30.45   | Valentina Artemyeva                                                                 | 30.55   |
| 100 m (dettagli)               | Moniek Nijhuis | 1:06.20 | Sophie De Ronchi                                                                    | 1:06.21 | Tessa Brouwer                                                                       | 1:06.65 |
| 200 m (dettagli)               | Anastasia Chaun | 2:22.68 | Tanja Smid                                                                          | 2:22.88 | Chiara Boggiatto                                                                    | 2:24.52 |
| Farfalla                       | |         |                                                                                     |         |                                                                                     |         |
| 50 m (dettagli)                | Inge Dekker | 25.38   | Hinkelien Schreuder                                                                 | 25.49   | Triin Aljand                                                                        | 25.90   |
| 100 m (dettagli)               | Inge Dekker | 56.51   | Ingvild Snildal                                                                     | 57.46   | Caterina Giacchetti                                                                 | 58.17   |
| 200 m (dettagli)               | Zsuzsanna Jakabos | 2:05.58 | Alessia Polieri                                                                     | 2:06.18 | Caterina Giacchetti                                                                 | 2:06.49 |
| Misti                          | |         |                                                                                     |         |                                                                                     |         |
| 100 m (dettagli)               | Evelyn Verrasztó | 59.53   | Hinkelien Schreuder                                                                 | 59.57   | Theresa Michalak                                                                    | 59.85   |
| 200 m (dettagli)               | Evelyn Verrasztó | 2:07.06 | Kimberly Buys                                                                       | 2:10.06 | Lara Grangeon                                                                       | 2:10.22 |
| 400 m (dettagli)               | Zsuzsanna Jakabos | 4:29.78 | Anja Klinar                                                                         | 4:30.83 | Lara Grangeon                                                                       | 4:30.93 |
| Staffette                      | |         |                                                                                     |         |                                                                                     |         |
| 4x50 m stile libero (dettagli) | Paesi Bassi Inge Dekker Femke Heemskerk Hinkelien Schreuder Ranomi Kromowidjojo Saskia De Jonge* Ilse Kraaijeveld* Marleen Veldhuis* | 1:34.34 | Germania Dorothea Brandt Britta Steffen Lisa Vitting Daniela Schreiber              | 1:36.83 | Finlandia Marlene Niemi Emilia Pikkarainen Lotta Nevalainen Hanna-Maria Seppälä     | 1:39.02 |
| 4x50 m misti (dettagli)        | Paesi Bassi Hinkelien Schreuder Moniek Nijhuis Inge Dekker Ranomi Kromowidjojo Femke Heemskerk* Tessa Brouwer* Marleen Veldhuis*     | 1:44.98 | Germania Jenny Mensing Dorothea Brandt Lisa Vitting Britta Steffen Caroline Ruhnau* | 1:47.70 | Italia Laura Letrari Lisa Fissneider Elena Gemo Federica Pellegrini Elena Di Liddo* | 1:49.56 |

## Record battuti
| Data        | Gara          | Batt.  | Atleta          | Nazione | Tempo |    |    |  |
| ----------- | ------------- | ------ | --------------- | ------- | ----- | -- | -- |  |
| 26 novembre | 50 m do masch | Finale | Stanislav Donec | Russia  | 22.74 | Si | Si |  |